# Novocrania pourtalesi
Novocrania pourtalesi är en armfotingsart som först beskrevs av Dall 1871.  Novocrania pourtalesi ingår i släktet Novocrania och familjen Craniidae. Inga underarter finns listade i Catalogue of Life.